# 馬蘭花開 (清華大學原創話劇)
马兰花开是清華大學師生創作的校园剧作，演员均为清華学生。話劇主題是「兩彈元勛」鄧稼先為中國核武器事業做出的貢獻。目的是為了颂扬老一辈科学家的爱国精神，話劇定位为「大型科技英雄人物传记话剧」，立足于中国核武器研制的宏大历史背景。
马兰花开自2013年4月26日首演以來，共計演出51場，演出地點遍及北京、西寧、馬蘭、武漢、上海、西安、綿陽、太原、長春、舟山等地，觀眾累計超過70000人次。马兰花开得到許多獎項，在2013年第四屆北京大學生戲劇節中，得到最佳劇目獎、最佳男演員獎、優秀導演獎、優秀女演員獎、優秀組織獎等五項殊榮。2014年，在中國校園戲劇節中得到普通組「中國戲劇獎•校園戲劇獎」優秀劇目獎榜首，同時獲得「校園戲劇之星」和優秀組織獎。